# José Luis de Jesús Miranda
José Luis de Jesús Miranda (Ponce, 22 de abril de 1946 - Orlando, 17 de novembro de 2013)  foi um líder religioso porto-riquenho, fundador da Creciendo en Gracia (Growing In Grace International Ministry, Inc.), um movimento que afirma ensinar a "doutrina da Graça". Ele afirmava ser Jesus Cristo Homem II Tim. 2:5 e também o Anticristo, e possuir uma tatuagem  do número "666" em seu antebraço.
Ele se autodenominava como "Jesucristo Hombre" (que significa "Jesus Cristo Homem").
A sua igreja proclama-se o “Governo de Deus na Terra” e possui um símbolo similar ao dos Estados Unidos. José afirmava ter mais de 100 mil seguidores devotos pelo mundo.[carece de fontes?]
Afirmava ser o anticristo, mandava os seguidores tatuarem o ‘número da besta’ (666) no corpo. Ao contrário do que se possa pensar, é cada vez mais popular. O '666' tatuado é associado ao mal, mas segundo José Luis, é um mal-entendido. Conforme sua crença, Deus disse que o 'anticristo' é a melhor pessoa na Terra. O anticristo significa que não deve olhar para Jesus Cristo pois ele não era cristão. Os seus seguidores crêem que pronto Jesus Cristo Homem reaparecerá com poder e glória com corpo glorificado para salvar os que o esperam (conforme escrito está nas profecias). É neste momento seu governo de Justiça e eqüidade em toda a sua plenitude.

## Morte
José Luis de Jesús Miranda morreu por causa de uma cirrose em 17 de novembro de 2013 na cidade de Orlando, FL. Ele foi enterrado em 22 de Novembro de 2013 em uma cerimônia privada com a participação de familiares e assistentes próximos. Seguidores concederam o título de Melquisedeque após sua morte.

## Desaparecimento de "Creciendo en Gracia" e grupos emergentes desta seita
Após a morte de José Luis de Jesús Miranda, a grande maioria dos seguidores não querem saber mais sobre a seita, mas alguns decidiram ainda permanecer juntos. No entanto, devido às lutas de liderança internos e ganância de seus líderes, após seis meses e foram divididos em quatro grupos com diferentes posições doutrinárias e com diferentes razões sociais, por isso pode-se dizer que a seita realmente culminou com o desaparecimento de José Luis de Jesus Miranda, e que as quatro divisões que só tenham atingido uma influência escassa, correspondem aos novos movimentos. Estes são:
(1) "La Amada de Jesucristo"  ("A Amada de Jesus Cristo")  ou "Paloma" ("Pomba"), dirigido por Andrés Cudris [já falecido]
(2ª) "La Ciencia de JH" ("a ciência  da JH"), dirigido por Emilio Gramajo,
(3 °) "TV Gracia" ("TV Graça"), dirigido por Luis Martin Guio, e
(4) "Rey de Salem, el Gobierno de Dios, Melquisedec-Lisbeth" ("Rei de Salém, O Governo de Deus, Melquisedeque-Lisbeth"), dirigido por Lisbeth Garcia. 